# Asakura
Asakura (朝倉市, Asakura-shi) é uma cidade japonesa localizada na prefeitura de Fukuoka.
Em 1 de Novembro de 2007 a cidade tinha uma população estimada em 57 976 habitantes e uma densidade populacional de  h/km². Tem uma área total de 246,73 km².
Recebeu o estatuto de cidade a 20 de Março de 2006. A cidade foi criada em resultado da fusão das vilas de Asakura e Haki (do distrito de Asakura) com a antiga cidade de Amagi.